# Catholic-Hierarchy.org
O Catholic-Hierarchy.org (em português:  Hierarquia Católica) é um banco de dados online sobre os bispos e dioceses da Igreja Católica Romana e Igrejas católicas orientais. O site não é oficialmente sancionado pela Igreja, mas sim executado como um projeto privado de David M. Cheney em Kansas City, nos Estados Unidos.

## Origem e conteúdo
Na década de 1990, David M. Cheney criou um site simples na Internet que documentava os bispos católicos romanos em seu estado natal do Texas – muitos dos quais não tinham páginas na web. Em 2002, depois de se mudar para o Meio-Oeste, ele criou oficialmente o website, expandindo-o para cobrir a Igreja Católica nos Estados Unidos e, eventualmente, o mundo. O banco de dados contém informações geográficas, organizacionais e de endereço de cada diocese católica do mundo, incluindo das Igrejas católicas orientais em plena comunhão com a Santa Sé, como a Igreja Católica Maronita e a Igreja Siro-Malabar.
Também fornece informações biográficas sobre os bispos atuais e anteriores de cada diocese, como as datas de nascimento, de ordenação e (quando aplicável) da morte.

## Status
O site é citado como referência pela Rádio Vaticano, assim como por numerosas dioceses espalhadas por todo o mundo, instituições acadêmicas, bibliotecas, jornais (inclusive os da mídia secular) e católicas), e publicações acadêmicas. o vaticanologista Sandro Magister o lista como um site recomendado acerca do catolicismo. Também utilizado como referência por escritores de outras igrejas, como John L. Allen, Jr., o canonista Edward N. Peters, e Rocco Palmo. A Agência Zenit afirma que a página oferece um "serviço silencioso e único à Igreja".